# Іван Дамаскин
Преподобний Іоа́н (Іоанн) Дамаски́н себто Преподобний Іва́н Дамаскський   (бл. 675, Город Дамаск, Халіфат— між 749 і 753, Обитель Святого Сави Освяченого, Халіфат) — знаменитий богослов і філософ, церковний письменник, шанований у більшості православних спільнот по всьому світу, християнський святий.

## Життєпис
Іван Дамаскин народився близько 675 року в Дамаску, в християнській арабській сім'ї. Був міністром Дамаського халіфа. Отримав енциклопедичну освіту в грецькому дусі. Дамаскин залишив Єрусалим, щоб стати ченцем в монастирі Сави Освяченого, де він зайнявся поезією і філософією. Помер у монастирі близько 753 року. 
У 754 р. іконоборчий собор піддав Івана Дамаскина анафемі як «мислячого по-сарацинськи, автора брехні, який зводив наклепи на Христа, зробив замах проти імперії, вчителя зла, що перекрутив Писання», але собор у Нікеї (787) реабілітував і прославив його. При візантійському імператорові Андроніку II його святі мощі було перенесено до Константинополя.

## Основні праці

Ioannis Damasceni Opera, 1603

Один з отців Церкви й засновник православного віровчення. Широко відома його праця «Точний виклад православної віри», в якій послідовно викладені основи християнського віровчення в тому вигляді, який визнає православна церква.
Активно виступав проти іконоборства. Найважливіший твір — «Джерело знання» у трьох частинах. Частково перекладений в Болгарії у X ст. Пізніше був відомий у повному перекладі в Україні. Вплинув на українську термінологію, зокрема граматичну. Дамаскин у своїх працях одним з перших висловив ідею про те, що філософія (пошук істини) має бути служницею богослов'я, оскільки згідно з християнським ученням Бог (Боже Слово) це і є єдина Істина (Софія) в усій повноті.
Іван Дамаскин прагнув підпорядкувати науку під егідою церковної догми й на основі аристотелівської логіки, він створив основи схоластичного методу, що пізніше отримав розвиток у середньовічних теологів Заходу.
Головний твір — «Джерело знання»; це компендіум філософських і богословських відомостей, що передбачають «суми» західних схоластів. Праці Дамаскина набули поширення в східно-християнських країнах: Грузії, Болгарії, Київській державі та інших. В історію літератури Дамаскин увійшов як видатний поет, який створив низку знаменитих церковних співів.

## Образи

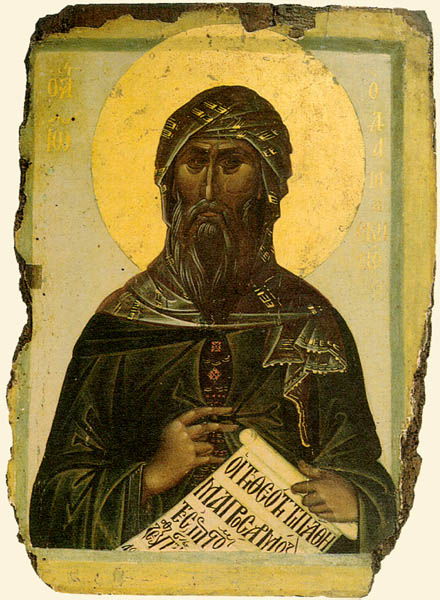
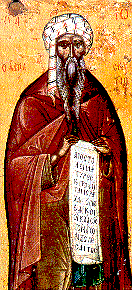
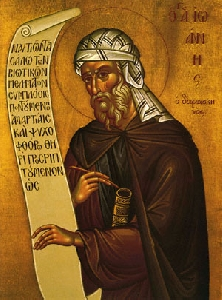